# Червоний Яр (Вишнівська селищна громада)
Червоний Яр — село в Україні, Вишнівській селищній громаді Кам'янського району Дніпропетровської області.
Населення — 43 мешканці.

## Географія
Село Червоний Яр знаходиться за 2 км від села Байківка, за 2,5 км від села Василівка і за 4 км від міста Вільногірськ. По селу протікає пересихаючий струмок з загатою. Поруч проходить автомобільна дорога Т 0415.

## Населення

### Мова
Розподіл населення за рідною мовою за даними перепису 2001 року:
| Мова       | Відсоток |
| ---------- | -------- |
| українська | 95,3 %   |
| російська  | 4,7 %    |

1. ↑  Рідні мови в об'єднаних територіальних громадах України — Український центр суспільних даних